# Kaple v Leči
Kaplička v Leči je vesnická výklenková kaplička na návsi v obci Leč ve Středočeském kraji v okrese Beroun v České republice (Leč je součástí městyse Liteň).Kaplička je zastavení B4 žluté stezky Naučné stezky Liteň.

## Popis
Kaple je situována ve středu návsi v Leči. Má obdélníkový půdorys. Na střeše kaple je zvonička se zvonkem. Ve výklenku kaple stojí na soklu kovový kříž s Kristem. Kříž je natřen černě a okraje jsou zlatě zdobeny.Na spodní části kříže je elipsoidní štít s ozdobným zlaceným okrajem a na černém poli je nápis: Ó vy všichni, kteří jdete cestou, pozorujte a vizte, zda je bolest, jako bolest Má! (Pláč Jerem. I/12) Posvětil: Václav Beneš Třebízský 31. X. 1875 Z niky je protaženo lanko ke zvonci na zvonici.Kaple je chráněna nízkým plotem. V prostoru před kaplí jsou jehličnaté keře.

## Historie a současnost
V Leči je dle farní kroniky doložen dřevěný kříž vysvěcený o prosebné neděli 12. 5. 1765 mezi chalupami 6 a 7 P. Martinem Salačem, který byl v letech 1763 – 1777 administrátorem v Litni. Později – možná během války byl zničen. Nový kříž byl osazen a vysvěcen 31. 10. 1875. Vysvěcení kříže provedl výpomocný kněz v Litni významný spisovatel Václav Beneš Třebízský. Třebízský na liteňské faře působil jako kooperant od 8. září 1875 do 28. listopadu 1875, kdy onemocněl a z Litně odešel. . Poslední přestavba do současné podoby byla dokončena v roce 1998 a kříž vysvěcen 21. 11. 1998.
Kaple v Leči je jednou ze 3 dochovaných kaplí a božích mukv Litni a jejích místních částech.Poblíž kaple je informační panel zastavení B 4 Naučné stezky Liteň s informacemi o historii kapličky.

## Pohledy na kapličku

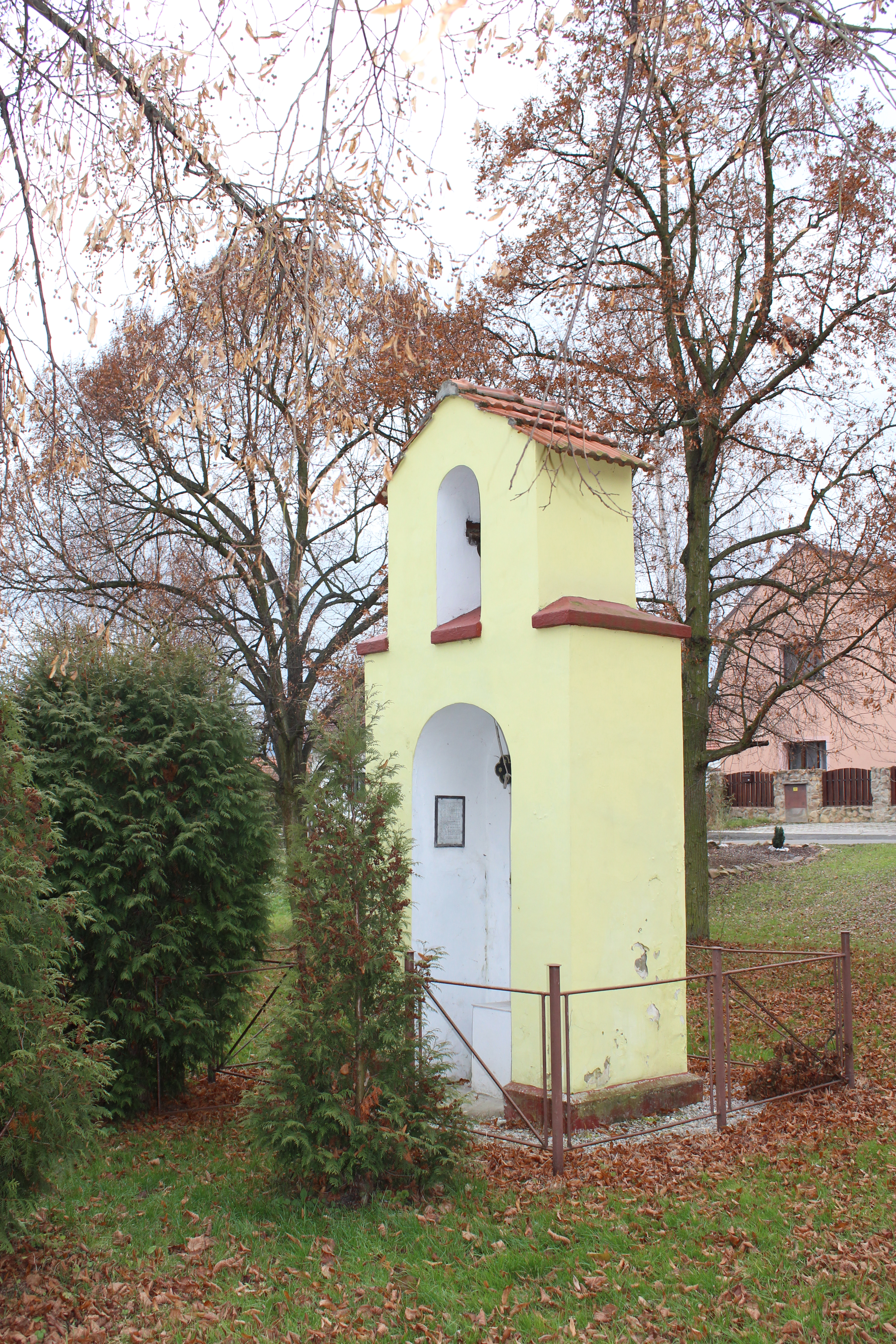
Kaplička v Leči (stromy bez listí)
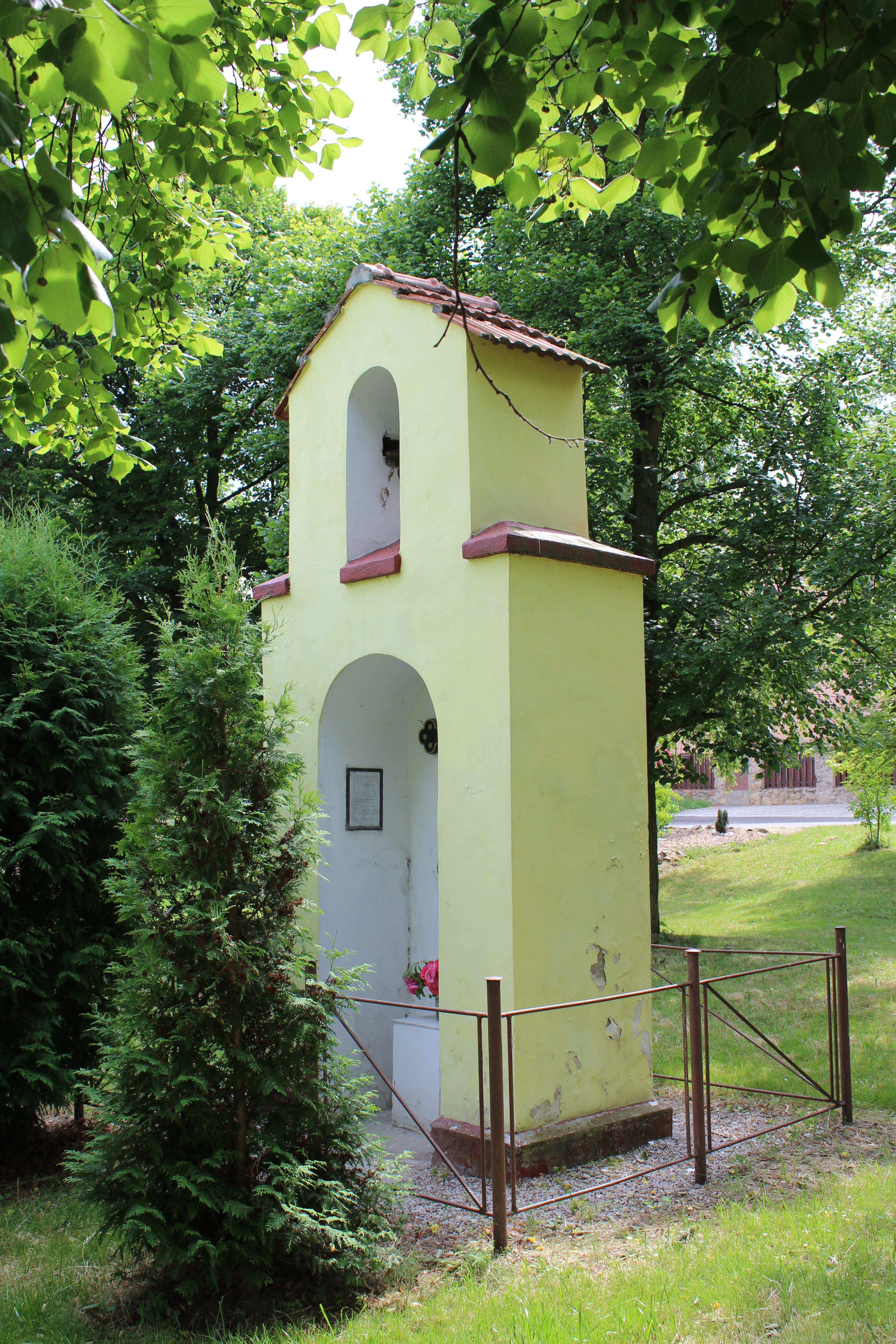
Kaplička v Leči v létě
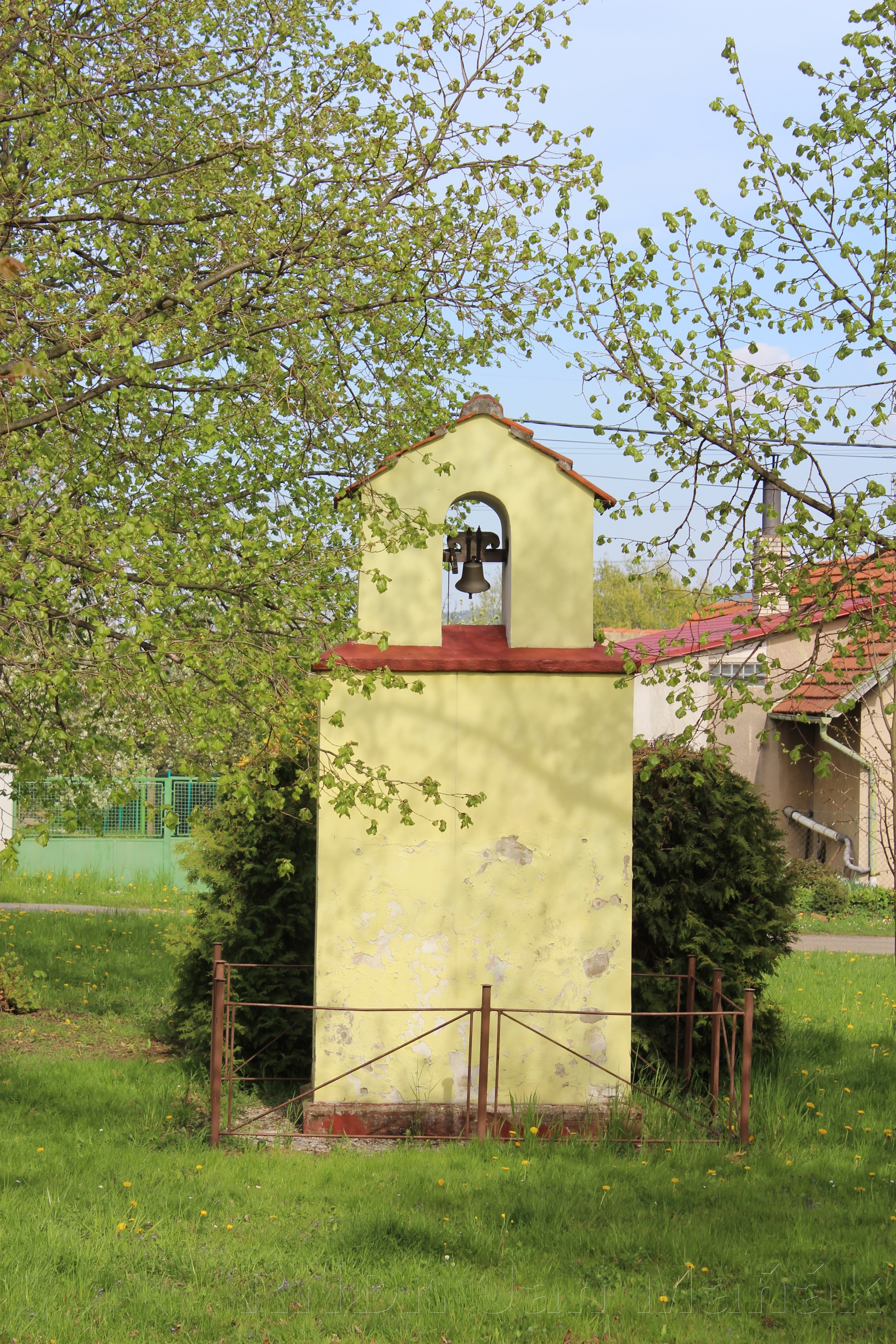
Kaplička zezadu
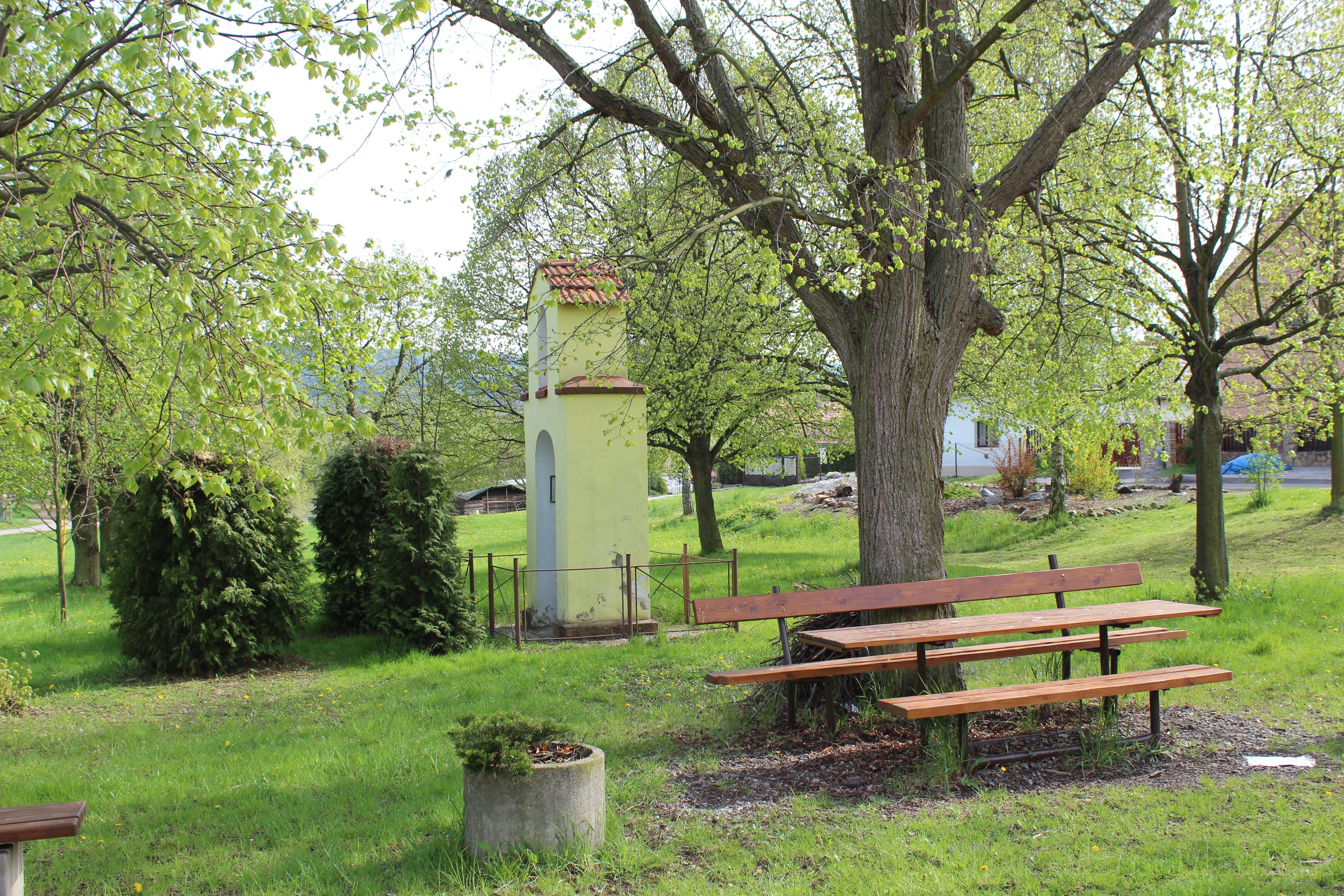
Kaplička diagonálně zepředu
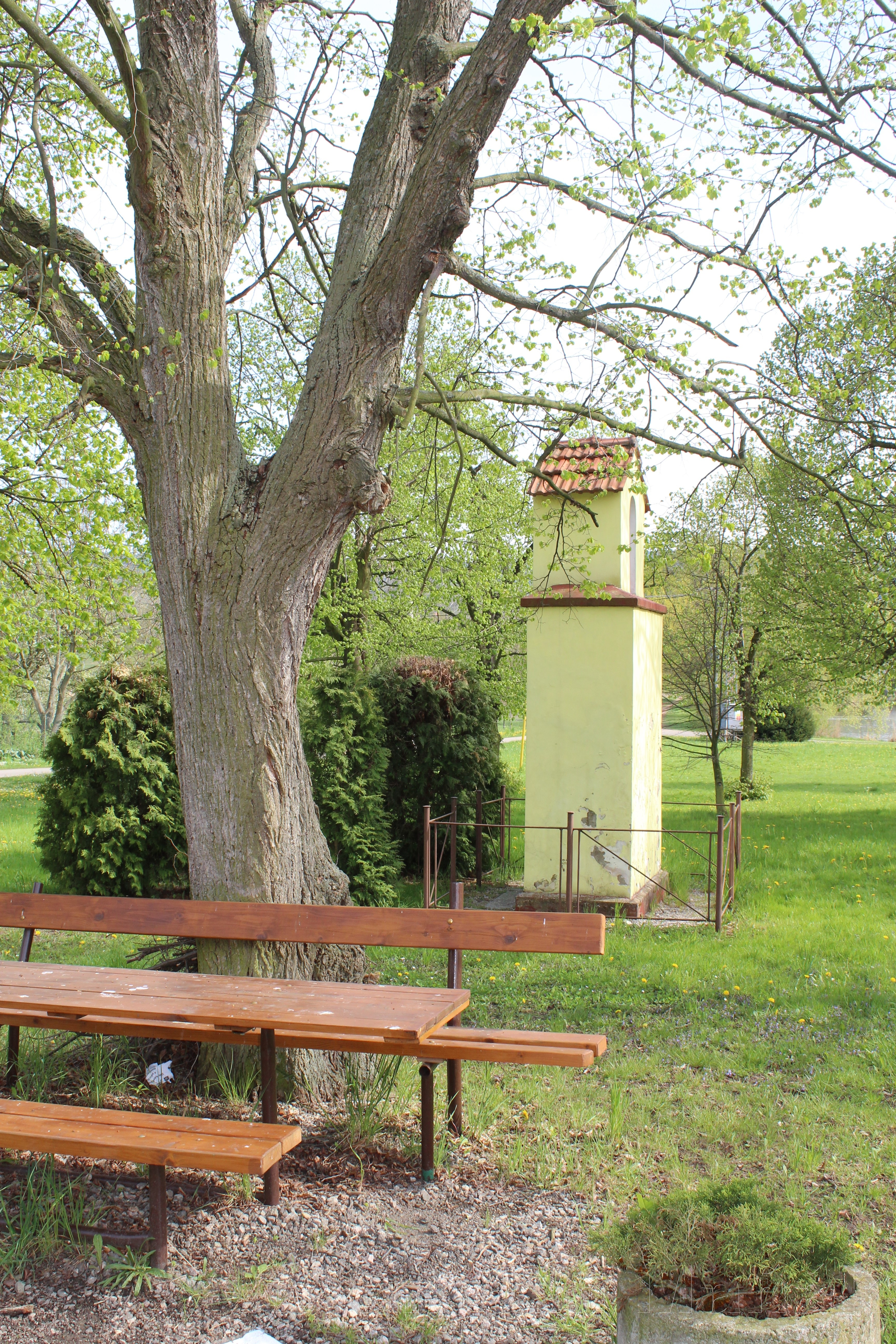
Kaplička diagonálně zezadu
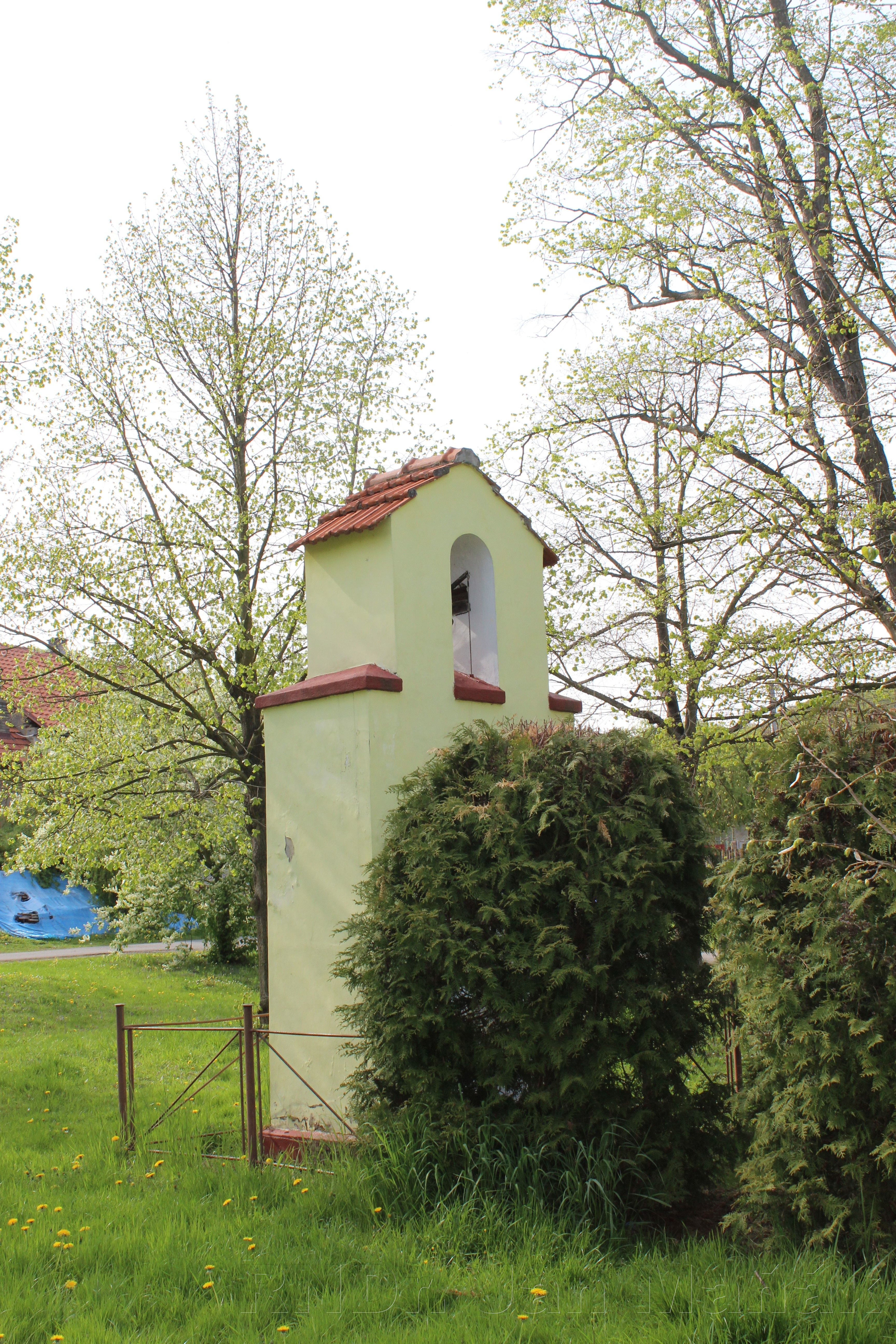
Kaplička diagonálně zleva zepředu

## Detaily

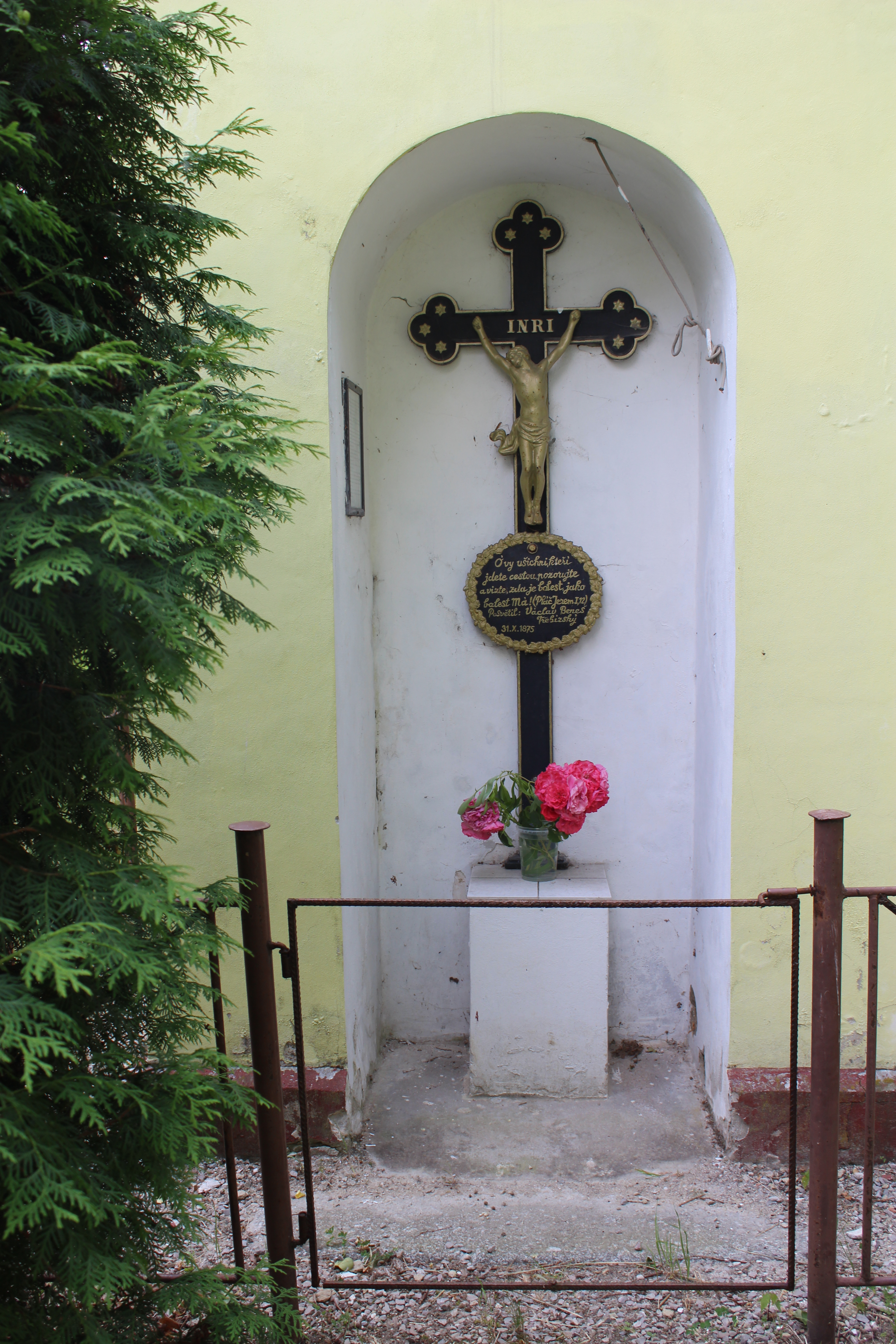
Křížek v kapličce
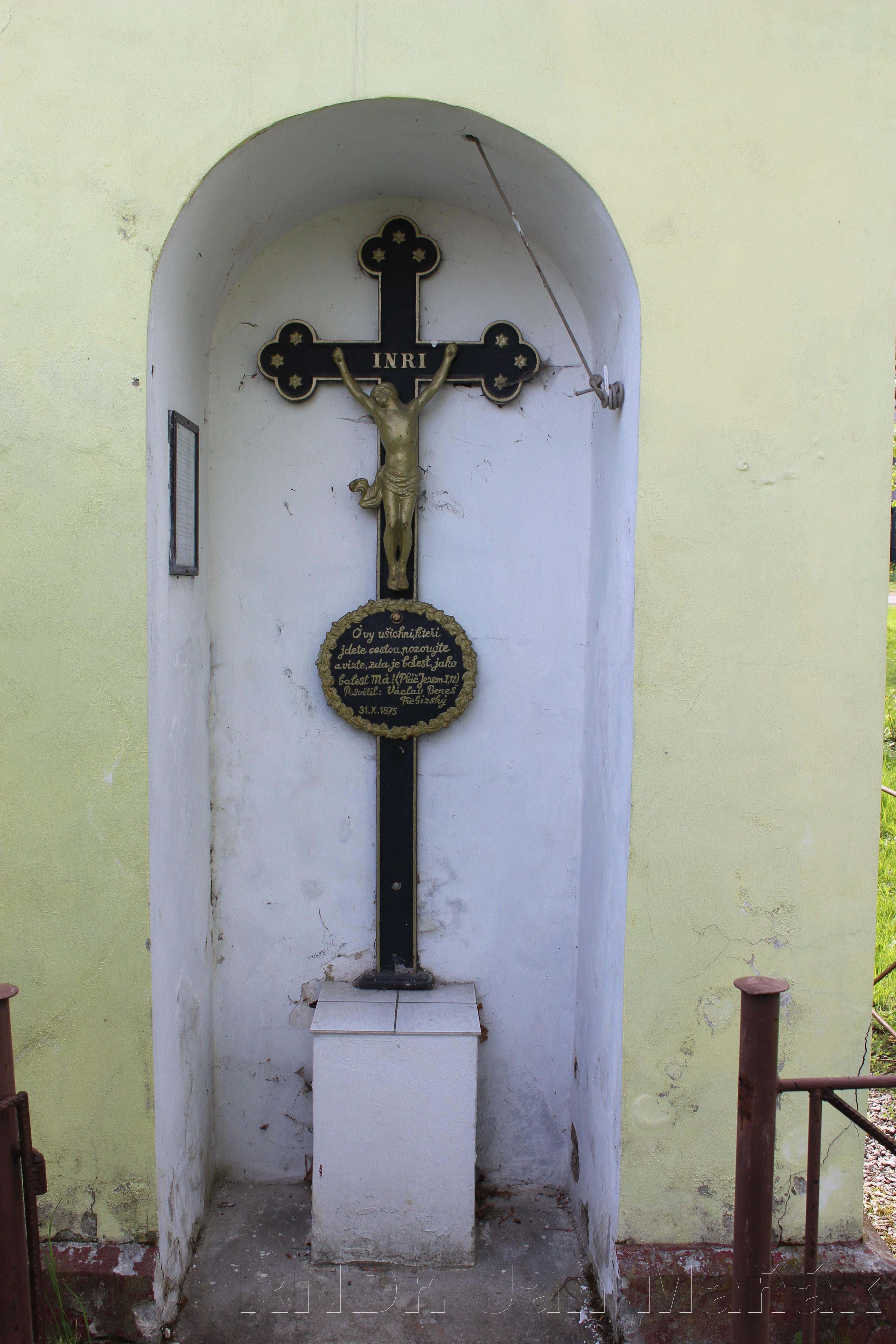
Detail výklenku kapličky
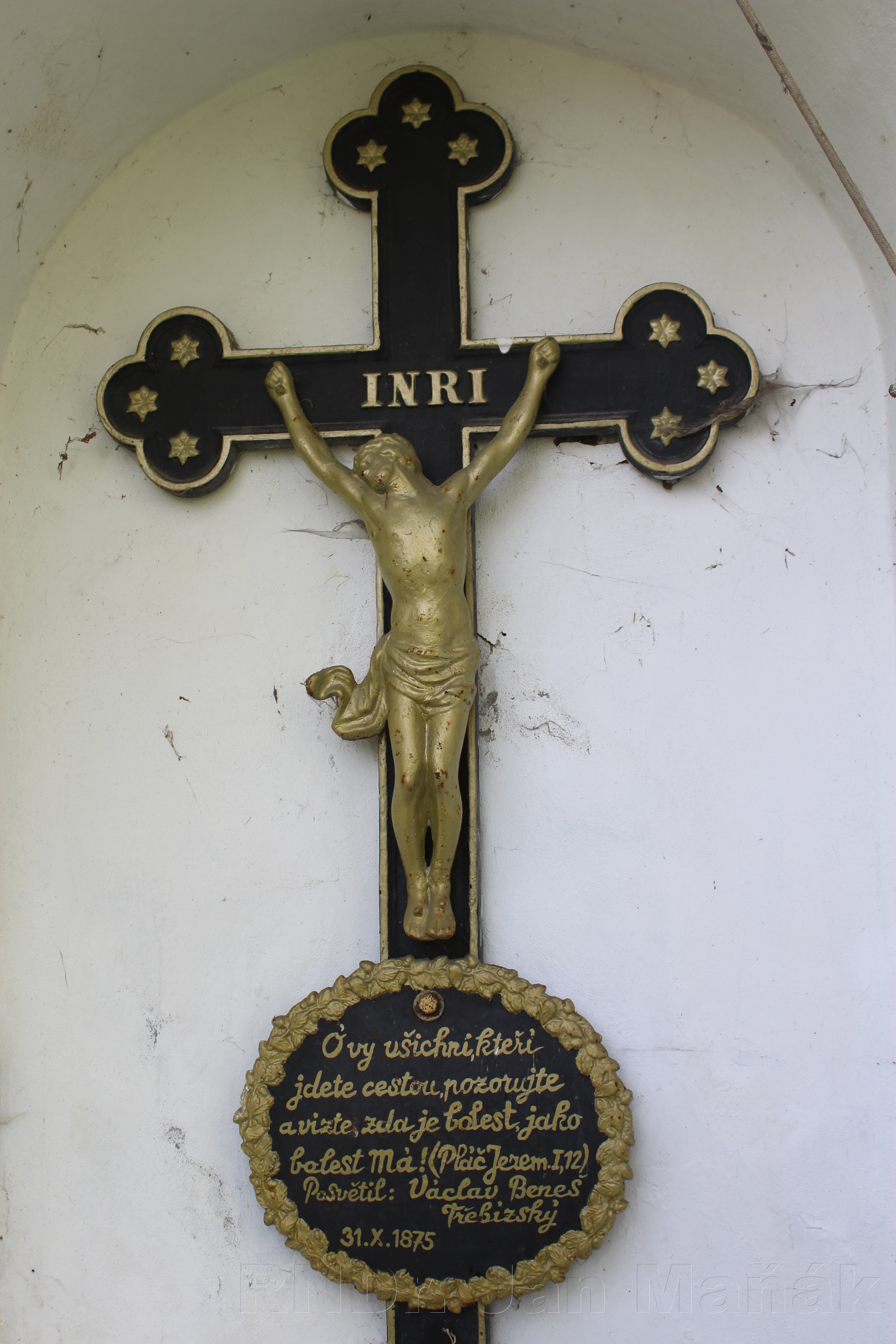
Detail křížku s nápisem
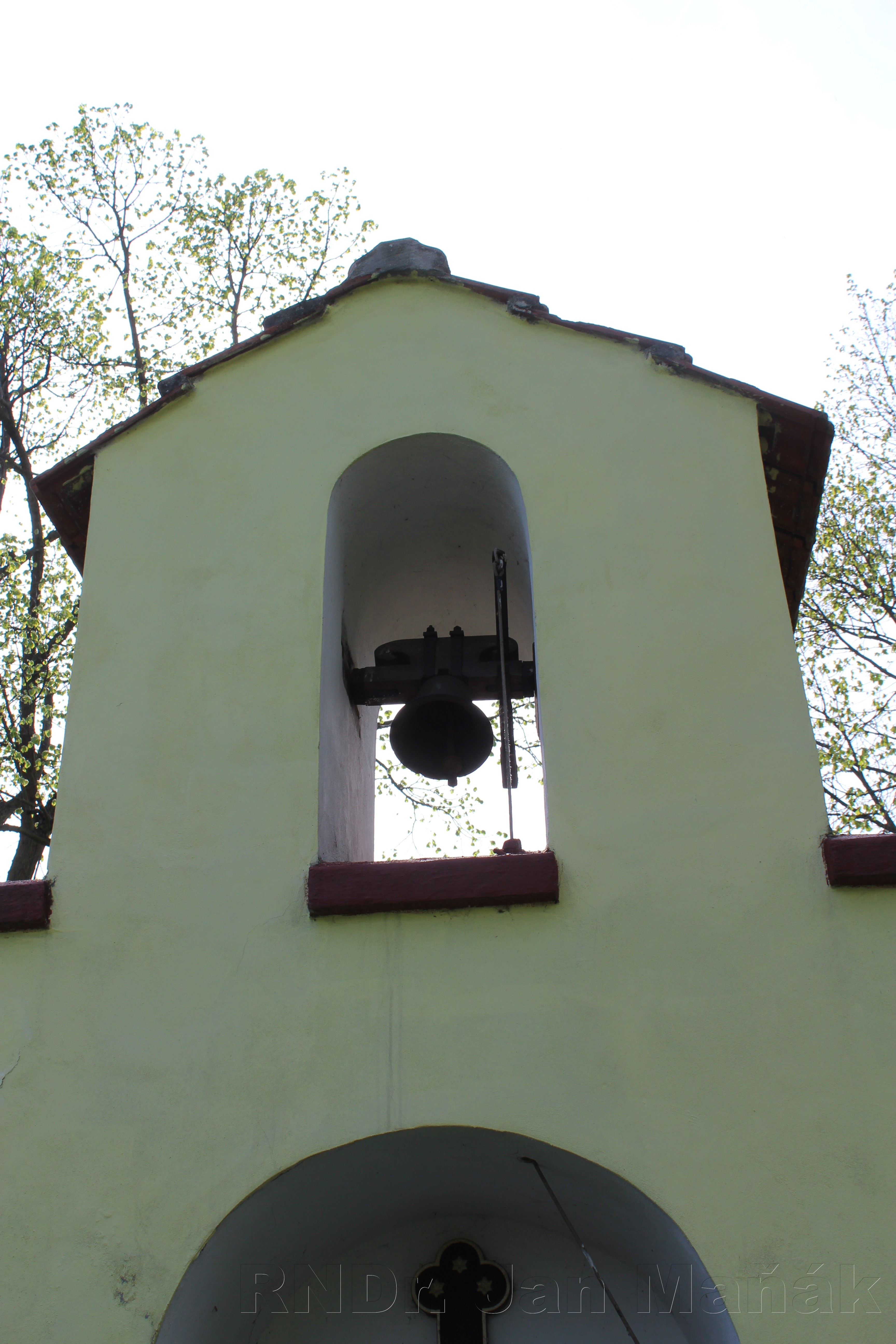
Detail zvonice

## Zastavení B4 Naučné stezky Liteň

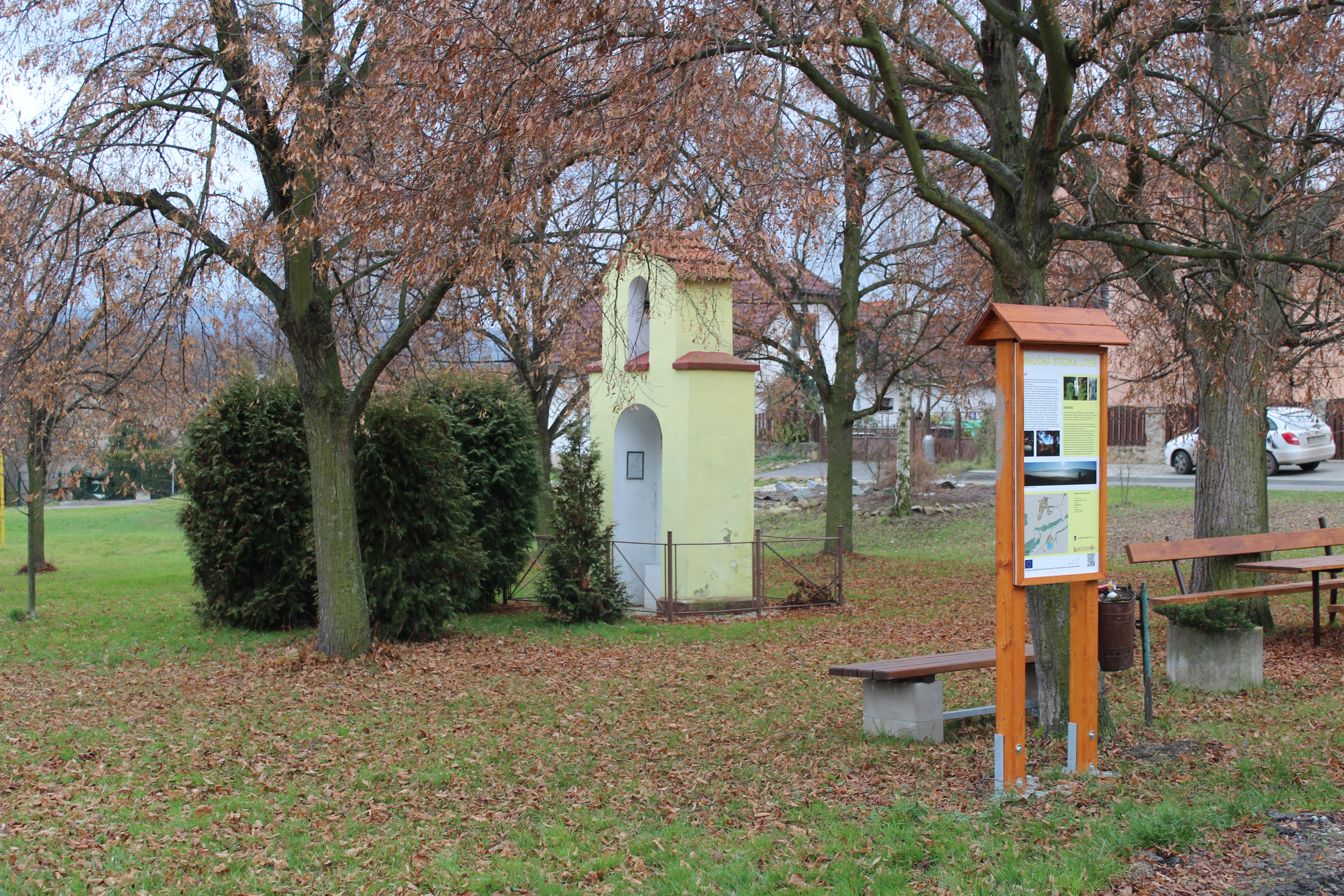
Kaplička a panel Naučné stezky
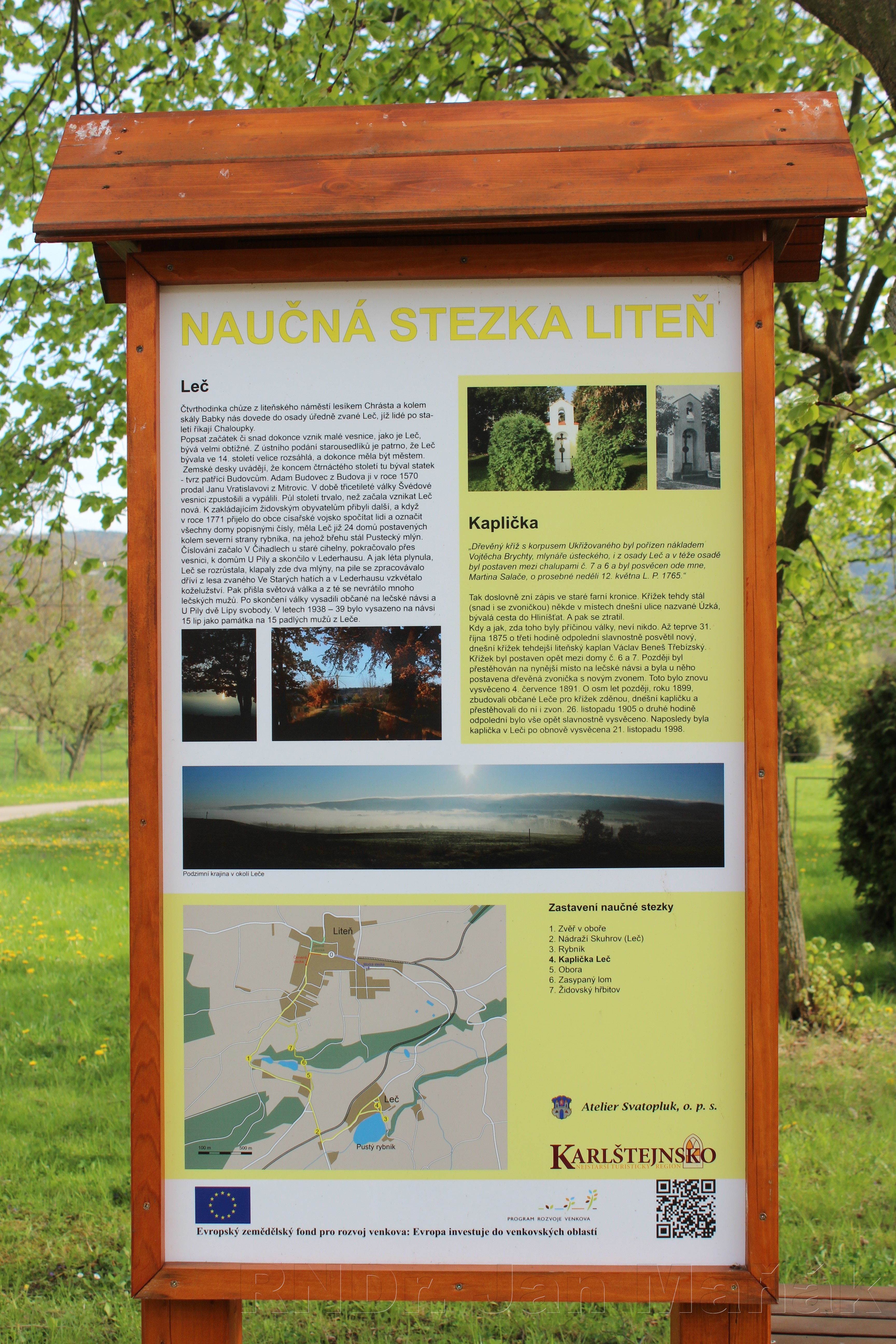
Panel zastavení naučné stezky B4 Leč